# ライアン・ジョンソン (野球)
ライアン・クリストファー・ジョンソン（Ryan Christopher Johnson, 2002年8月5日 - ）は、アメリカ合衆国テキサス州ダラス出身のプロ野球選手（投手）。右投両打。MLBのロサンゼルス・エンゼルス所属。2025年にマイナーリーグを経由せずにメジャーデビューを果たした。

## 経歴
2024年のMLBドラフト2巡目（全体74位）でロサンゼルス・エンゼルスから指名され、契約金175万ドルという条件で契約を結んだ。
2025年3月25日にメジャー契約を結んで開幕ロースター入りし、27日のシカゴ・ホワイトソックスとのシーズン開幕戦でマイナーリーグを経験せずメジャーデビューを果たした。マイナーリーグでプレーせずにドラフトされてメジャーに直接行く2人目のエンゼルス選手（もう1人はジム・アボット）となった。また、ヒューストン・アストロズのキャム・スミス並んで、2024年のドラフトクラスからメジャーリーグに到達した最初の選手となった。

## 詳細情報

### 背番号
- 32（2025年 - ）